# Карла Форте
Карла Форте (порт. Carla Forte; нар. 11 січня 1994) — колишня бразильська тенісистка.
Найвищу одиночну позицію світового рейтингу — 421 місце досягла 20 серпня 2012, парну — 303 місце — 28 жовтня 2013 року.
Здобула 1 одиночний та 11 парних титулів туру ITF.

## Фінали ITF
| Легенда          |
| ---------------- |
| турніри $100,000 |
| турніри $75,000  |
| турніри $50,000  |
| турніри $25,000  |
| турніри $10,000  |

### Одиночний розряд: 3 (1–2)
| Результат | W–L | Дата     | Турнір                 | Рівень | Покриття | Суперниця             | Рахунок       |
| --------- | --- | -------- | ---------------------- | ------ | -------- | --------------------- | ------------- |
| Поразка   | 0–1 | Чер 2011 | ITF Сантус, Бразилія   | 10,000 | Ґрунт    | Андреа Бенітес        | 0–6, 1–6      |
| Перемога  | 1–1 | Тра 2013 | ITF Анталія, Туреччина | 10,000 | Тверде   | Кейтлін Горіскі       | 7–6(7–3), 7–5 |
| Поразка   | 1–2 | Вер 2013 | ITF Анталія            | 10,000 | Тверде   | Владислава Заносієнко | 5–7, 2–6      |

### Парний розряд (11–7)
| Результат | Ранг | Дата              | Турнір                            | Покриття | Партнерка              | Суперниці                                  | Рахунок               |
| --------- | ---- | ----------------- | --------------------------------- | -------- | ---------------------- | ------------------------------------------ | --------------------- |
| Перемога  | 1.   | 27 вересня 2008   | ITF Серра-Негра, Бразилія         | Ґрунт    | Карла Тіене            | Ана Клара Дуарте Фернанда Ерменежилду      | 6–4, 2–6, [10–8]      |
| Поразка   | 2.   | 25 жовтня 2010    | ITF Іту, Бразилія                 | Ґрунт    | Флавія Дешандт Араужу  | Габріела Се Вівіан Сегніні                 | 0–6, 4–6              |
| Перемога  | 3.   | 25 квітня 2011    | ITF Сан-Паулу, Бразилія           | Ґрунт    | Габріела Се            | Ізабела Міро Наталія Россі                 | 7–6(7–5), 6–4         |
| Перемога  | 4.   | 27 червня 2011    | ITF Сан-Жозе-дус-Кампус, Бразилія | Ґрунт    | Марія Фернанда Алвеш   | Монік Албукерке Фернанда Фарія             | 6–4, 0–6, 6–4         |
| Перемога  | 5.   | 1 серпня 2011     | ITF Сан-Паулу, Бразилія           | Ґрунт    | Беатріс Аддад Майя     | Ісабелья Роббіані Кіра Шрофф               | 6–7(5–7), 6–3, [10–7] |
| Поразка   | 6.   | 21 листопада 2011 | ITF Ранкагуа, Чилі                | Ґрунт    | Флавія Гімарайнш Буену | Белен Лудуенья Даніела Сегель              | 4–6, 6–4, [5–10]      |
| Перемога  | 7.   | 26 березня 2012   | ITF Рібейран-Прету, Бразилія      | Ґрунт    | Габріела Се            | Ісабелья Роббіані Кароліна Себальйос       | 6–1, 3–6, [10–7]      |
| Поразка   | 8.   | 2 квітня 2012     | ITF Рібейран Прету                | Тверде   | Габріела Се            | Фернанда Бріто Ракел Пілтшер               | 3–6, 7–5, [7–10]      |
| Поразка   | 9.   | 23 квітня 2012    | ITF Сан-Паулу                     | Ґрунт    | Габріела Се            | Ана Клара Дуарте Габріела Пас              | 7–5, 3–6, [5–10]      |
| Поразка   | 10.  | 30 квітня 2012    | ITF Сан-Жозе-дус-Кампус, Бразилія | Ґрунт    | Лаура Пігоссі          | Марія Фернанда Альварес Теран Габріела Пас | 0–6, 3–6              |
| Перемога  | 11.  | 25 березня 2013   | Рібейран-Прету, Бразилія          | Ґрунт    | Андреа Бенітес         | Едуарда Піай Каріна Вендітті               | 7–6(7–2), 6–1         |
| Перемога  | 12.  | 15 квітня 2013    | ITF Анталія, Туреччина            | Тверде   | Андреа Бенітес         | Ірина Бара Дьяна Бузян                     | 6–2, 6–4              |
| Перемога  | 13.  | 22 квітня 2013    | ITF Анталія                       | Тверде   | Андреа Бенітес         | Катрін Шантрен Ангелина Габуєва            | 6–1, 6–4              |
| Перемога  | 14.  | 29 квітня 2013    | ITF Анталія                       | Тверде   | Андреа Бенітес         | Розалія Алда Кейтлін Горіскі               | 4–6, 7–5, [10–4]      |
| Поразка   | 15.  | 6 травня 2013     | ITF Анталія                       | Тверде   | Андреа Бенітес         | Шахло Саїдова Анна Шкудун                  | 6–4, 2–6, [8–10]      |
| Поразка   | 16.  | 20 травня 2013    | ITF Анталія                       | Тверде   | Андреа Бенітес         | Гай Ао Султан Ґьонен                       | 6–3, 5–7, [6–10]      |
| Перемога  | 17.  | 3 червня 2013     | ITF Сантус, Бразилія              | Ґрунт    | Андреа Бенітес         | Ана Клара Дуарте Наталі Курата             | 6–4, 6–1              |
| Перемога  | 18.  | 26 серпня 2013    | ITF Анталія                       | Ґрунт    | Андреа Бенітес         | Емма Лайне Мелані Саут                     | 4–6, 6–3, [10–8]      |